# Birnessita
La birnessita es un mineral de la clase de los minerales óxidos, y dentro de esta pertenece al llamado “grupo de la birnessita”. Fue descubierta en 1956 en Birness, en Escocia (Reino Unido), siendo nombrada así por esta localidad.

## Características químicas
Es un óxido múltiple hidratado de manganeso con cantidades variables de calcio, sodio y potasio; con estructura molecular en hojas de octaedros.
Además de los elementos de su fórmula, suele llevar como impurezas: cloro, cobalto, cobre, hierro, níquel, magnesio, azufre y silicio.

## Formación y yacimientos
Una de las principales formas del manganeso en muchos suelos, que se forma como producto común de la alteración de los depósitos de minerales ricos en manganeso. También aparece como consecuencia de la precipitación por bacterias.
Aparece como componente importante de las pátinas de "barniz del desierto" y de los nódulos de manganeso marinos.
Suele encontrarse asociado a otros minerales como: rodonita, rodocrosita, tefroíta, espesartina, alleghanyita, cummingtonita, óxidos del hierro y del manganeso, y en los nódulos polimetálicos marinos acompaña al carbonato cálcico.